# Спаньярд, Мартин
Мартин Спаньярд (нидерл. Martin Spanjaard; 30 июля 1892, Борне, Нидерланды — 30 сентября 1942, концлагерь Освенцим) — нидерландский дирижёр и композитор.
Родился в еврейской семье, сын текстильного фабриканта Саломона Якоба Спаньярда. В 1899 году вместе с семьёй переехал в Гаагу, где начал учиться игре на виолончели у Жозефа Сальмона. Затем учился в Гаагской консерватории у Андре Спора (скрипка), Виллема Андриссена (фортепиано) и Фрица Куберга (гармония). В 1914 году написанная Спаньярдом Симфоническая поэма по мотивам «Тысячи и одной ночи» (нидерл. Symphonisch Gedicht naar het sprookje uit de Duizend en ééne Nacht) была исполнена Утрехтским муниципальным оркестром под управлением автора.
В 1915 году Спаньярд продолжил образование в Берлине, изучая композицию в Берлинской академии музыки у Фридриха Гернсхайма, играл на альте в консерваторском оркестре под руководством Вилли Хесса. Стажировался как ассистент дирижёра в Берлинской государственной опере. Вернувшись в Нидерланды, занимался композицией под руководством Корнелиса Доппера. На протяжении 1910-х гг. опубликовал ряд собственных сочинений, среди которых выделяется вокальный цикл «Три песни на стихи Ли Бо»; оркестровал также две песни Александра Гречанинова. В дальнейшем оставил композицию.
В 1920—1932 гг. возглавлял Арнемский филармонический оркестр. Одновременно выступал как приглашённый дирижёр по всей Европе, в том числе с такими оркестрами, как Венский симфонический, Берлинский филармонический, оркестр Консертгебау, и с такими солистами, как Карл Флеш, Мориц Розенталь, Бронислав Губерман. В 1930 г. дирижировал в Вене австрийской премьерой Каприччио для фортепиано с оркестром Игоря Стравинского с автором в партии солиста.
С середины 1930-х гг. карьера Спаньярда ограничивалась гостевыми выступлениями с различными оркестрами Нидерландов, особенно с Резиденц-оркестром. В поздний период Спаньярд уделял особое внимание музыке Антона Брукнера, в 1934 году опубликовал брошюру о его симфониях (нидерл. De symphonie van Anton Bruckner). В последний раз Спаньярд появился за пультом в марте 1940 года. После нацистской оккупации Нидерландов дирижирование ему как еврею было запрещено. В августе 1942 года Спаньярд и его вторая жена, арфистка Элли Окладек (1901—1942), были депортированы в концлагерь Освенцим, где и погибли менее чем через два месяца.
Племянник Спаньярда Эд Спаньярд также стал дирижёром. Правнучка Мартина Спаньярда — британская виолончелистка Лаура ван дер Хейден.